# Studs Terkel
Louis "Studs" Terkel, född 16 maj 1912 i New York, död 31 oktober 2008 i Chicago, var en amerikansk författare, historiker, skådespelare och radiojournalist, som är mest känd för sina reportage med berättelser av "vanliga" amerikaner och för att ha varit programledare för en radioshow från Chicago under många år.

## Biografi
Louis Terkel var den yngste av tre söner till den rysk-judiske skräddaren Samuel Terkel och sömmerskan Anna (Annie) Finkel. Vid åtta års ålder flyttade han med familjen till Chicago, där han senare bodde större delen av livet. Mellan 1926 och 1936 drev föräldrarna ett pensionat. Huset blev också en samlingsplats för folk från alla slags klasser och yrken. Terkel hänförde sitt intresse för vad människor hade att berätta till samvaron med de hyresgäster och besökare som bodde i gästhuset.
Han utbildade sig vid University of Chicago med en kandidatexamen 1932 och disputerade 1934 i juridik. I stället för att arbeta som jurist ägnade han sig åt andra arbeten och engagerade sig så småningom i teater. Terkel fick sitt smeknamn när han spelade i en pjäs med en skådespelare som hette Louise. Regissören gav Terkel smeknamnet "Studs" för att hålla dem isär, efter romanfiguren Studs Lonigan i den bok som Terkel då läste och som ingick i en trilogi av James T. Farrell. 
Terkel började arbeta inom Works Progress Administrations "Federal Writers' Project" som radioproducent, nyhetsuppläsare, sportkommentator och manusskribent. Mellan 1952 och 1997 producerade han radioprogrammet The Studs Terkel Program på radiostationen WFMT i Chicago.
Studs Terkel gav 1957 ut sin första bok, Giants of Jazz. Den andra, Division Street America, utgavs 1967 och innehöll insamlade berättelser från 70 personer om storstadslivet. Han uppmärksammades för sitt arbete med att bevara muntlig historia och fick Pulitzerpriset 1985 för The Good War, insamlade berättelser från livet i USA under andra världskriget. 
Han gifte sig 1939 med Ida Goldberg (1912–1999), och paret fick en son.
Studs Terkel och radiostationen WFMT donerade 1998 omkring 7.000 bandinspelningar av sina intervjuer och radioprogram till Chicago History Museum.